# سلافيا برانا
سلافيا برانا (بالتشيكية: HC Slavia Praha)‏ هو نادي هوكي الجليد تشيكي تأسس في 1900 ، يقع مقره الرئيسي في براغ، ويلعب في 1st Czech Republic Hockey League ‏.

## وصلات خارجية
- الموقع الرسمي